# De Zak
De Zak is een buurtschap in de gemeente Borsele in de Nederlandse provincie Zeeland. De buurtschap is gelegen ten zuidwesten van Ovezande en ten noordoosten van Driewegen. De Zak ligt in de Zakpolder. De buurtschap is een voorstraatdorp aan de Plataanweg.
De postcode van De Zak is 4441, de postcode van Ovezande.

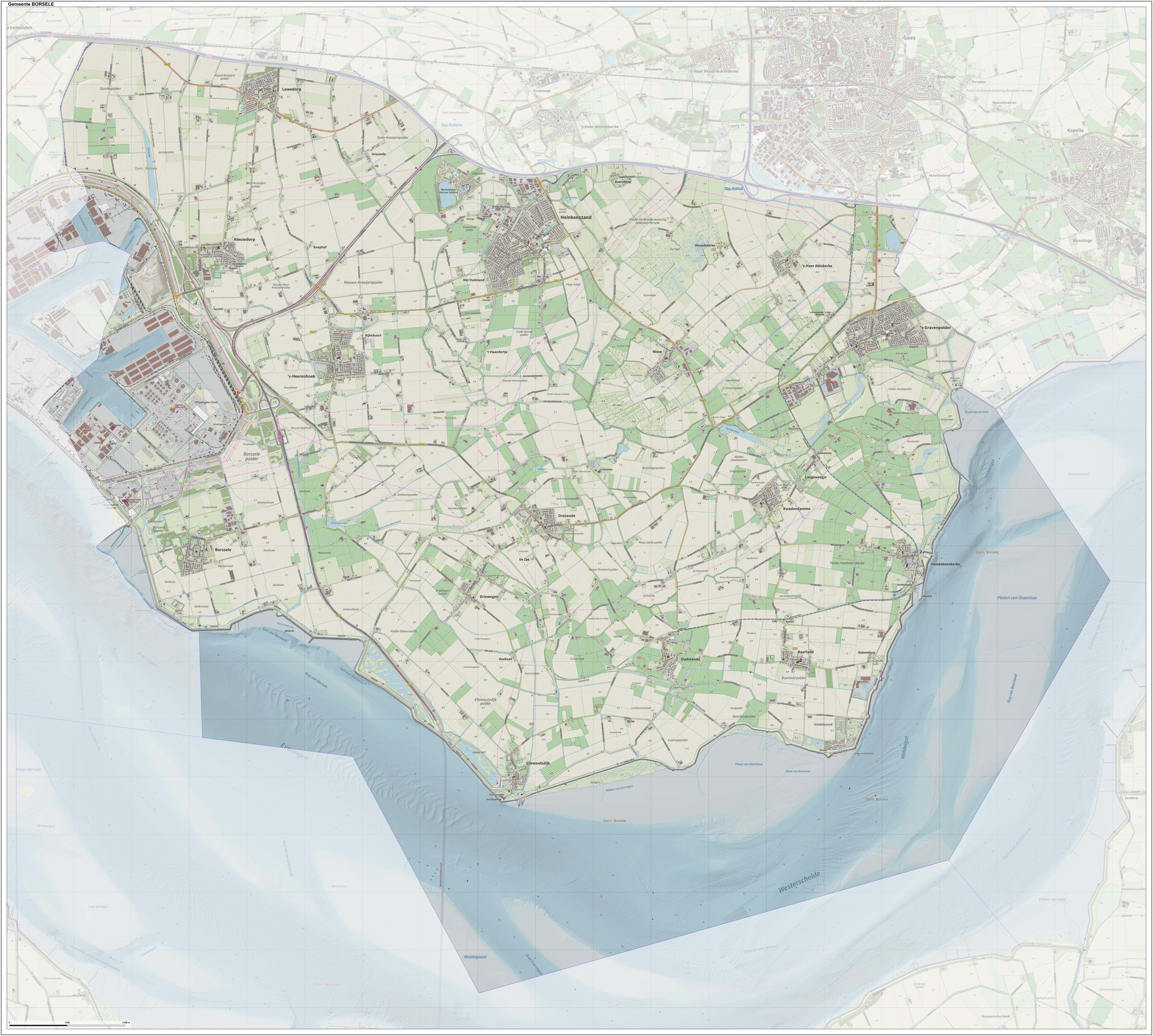
Een kaart van de gemeente Borsele uit 2016 met De Zak als buurtschap aangegeven.

Dorpen: Baarland · Borssele · Driewegen · Ellewoutsdijk · 's-Gravenpolder · 's-Heer Abtskerke · 's-Heerenhoek · Heinkenszand · Hoedekenskerke · Kwadendamme · Lewedorp · Nieuwdorp · Nisse · Oudelande · Ovezande

Buurtschappen: Baarsdorp · Bakendorp · Coudorpe · Graszode · Knaphof · Koekoek · Langeweegje · Het Oudeland · Rijkebuurt · Scheldeoord · Sinoutskerke · 't Vlaandertje · De Zak 

Zeeland: Steden en dorpen in Zeeland      Nederland: Provincies · Gemeenten